# Caciotta degli Elimi
La Caciotta degli Elimi è un formaggio e prodotto tipico siciliano. Rientra nell'elenco dei prodotti agroalimentari tradizionali (PAT) stilato dal ministero delle politiche agricole e forestali (Mipaaf).

## Caratteristiche
È un formaggio a pasta semicotta prodotto con latte di pecora della Valle del Belice. Deve il suo nome agli Elimi, antico popolo che risiedeva nell'estremità occidentale della Sicilia
. La sua produzione è tipica del comune di Calatafimi in provincia di Trapani.
È di forma cilindrica con facce piane, scalzo convesso. Il peso e le dimensioni sono variabili. Ha una crosta liscia di colore bianco tendente al giallo. La pasta è compatta, è presente una lieve occhiatura irregolare nelle dimensioni e nella distribuzione.
Viene stagionato in celle alla temperatura di circa tre gradi per un mese o poco più. A intervalli di due o tre giorni le forme vengono rivoltate.